# Врањина
За чланак о истоименом острву, погледајте чланак Врањина.
Врањина је насељено мјесто у општини Зета у Црној Гори. Према попису из 2023. било је 129 становника. Овдје се налази Железничка станица Зета.

## Демографија
У насељу Врањина живи 161 пунолетни становник, а просечна старост становништва износи 39,1 година (36,9 код мушкараца и 41,3 код жена). У насељу има 70 домаћинстава, а просечан број чланова по домаћинству је 3,11.
Ово насеље је углавном насељено Црногорцима (према попису из 2003. године).
|  |

| Демографија | Демографија | Демографија |
| Година      | Становника  | Становника  |
| ----------- | ----------- | ----------- |
|             |             |             |
|             |             |             |
|             |             |             |
|             |             |             |
| 1948.       | 336         |             |
| 1953.       | 352         |             |
| 1961.       | 313         |             |
| 1971.       | 315         |             |
| 1981.       | 244         |             |
| 1991.       | 177         | 177         |
| 2003.       | 221         | 218         |
|             |             |             |

| Етнички састав према попису из 2003.‍ | Етнички састав према попису из 2003.‍ | Етнички састав према попису из 2003.‍ | Етнички састав према попису из 2003.‍ | Етнички састав према попису из 2003.‍ |
| ------------------------------------ | ------------------------------------ | ------------------------------------ | ------------------------------------ | ------------------------------------ |
|                                      |                                      |                                      |                                      |                                      |
| Црногорци                            | Црногорци                            |                                      | 166                                  | 76,14%                               |
| Срби                                 | Срби                                 |                                      | 49                                   | 22,47%                               |
| Мађари                               | Мађари                               |                                      | 1                                    | 0,45%                                |
| непознато                            | непознато                            |                                      | 0                                    | 0,0%                                 |

| Година пописа     | 1948. | 1953. | 1961. | 1971. | 1981. | 1991. | 2003. |
| ----------------- | ----- | ----- | ----- | ----- | ----- | ----- | ----- |
| Број домаћинстава | 86    | 92    | 86    | 82    | 66    | 52    | 70    |

| Број чланова      | 1  | 2  | 3  | 4 | 5  | 6 | 7 | 8 | 9 | 10 и више | Просек |
| ----------------- | -- | -- | -- | - | -- | - | - | - | - | --------- | ------ |
| Број домаћинстава | 70 | 13 | 23 | 7 | 10 | 9 | 5 | 2 | 0 | 1         | 0      |

| Пол    | Укупно | Неожењен/Неудата | Ожењен/Удата | Удовац/Удовица | Разведен/Разведена | Непознато |
| ------ | ------ | ---------------- | ------------ | -------------- | ------------------ | --------- |
| Мушки  | 79     | 14               | 58           | 3              | 1                  | 3         |
| Женски | 86     | 6                | 56           | 20             | 2                  | 2         |
| УКУПНО | 165    | 20               | 114          | 23             | 3                  | 5         |

| Пол    | Укупно                    | Пољопривреда, лов и шумарство | Рибарство                            | Вађење руде и камена | Прерађивачка индустрија       |
| ------ | ------------------------- | ----------------------------- | ------------------------------------ | -------------------- | ----------------------------- |
| Мушки  | 42                        | 2                             | 29                                   | 0                    | 5                             |
| Женски | 8                         | 0                             | 1                                    | 0                    | 1                             |
| УКУПНО | 50                        | 2                             | 30                                   | 0                    | 6                             |
| Пол    | Производња и снабдевање   | Грађевинарство                | Трговина                             | Хотели и ресторани   | Саобраћај, складиштење и везе |
| Мушки  | 2                         | 0                             | 0                                    | 0                    | 1                             |
| Женски | 0                         | 0                             | 2                                    | 1                    | 0                             |
| УКУПНО | 2                         | 0                             | 2                                    | 1                    | 1                             |
| Пол    | Финансијско посредовање   | Некретнине                    | Државна управа и одбрана             | Образовање           | Здравствени и социјални рад   |
| Мушки  | 0                         | 0                             | 2                                    | 0                    | 0                             |
| Женски | 0                         | 0                             | 1                                    | 1                    | 0                             |
| УКУПНО | 0                         | 0                             | 3                                    | 1                    | 0                             |
| Пол    | Остале услужне активности | Приватна домаћинства          | Екстериторијалне организације и тела | Непознато            | Непознато                     |
| Мушки  | 1                         | 0                             | 0                                    | 0                    | 0                             |
| Женски | 1                         | 0                             | 0                                    | 0                    | 0                             |
| УКУПНО | 2                         | 0                             | 0                                    | 0                    | 0                             |